# Alternative Press
Alternative Press ist eine US-amerikanische Musikzeitschrift mit Hauptsitz in Cleveland, Ohio mit Fokus auf Rockmusik, insbesondere Hardcore-Punk, Punk, Metal, Emo und Alternative Rock. Gegründet wurde die Zeitschrift 1985 von Mike Shea.

## Geschichte
Die erste Ausgabe der Alternative Press war eine einfache kopierte Fanzine, welche sich mit Konzerten in Cleveland, Ohio beschäftigte. Diese erschien im Juni 1985 und wurde von Mike Shea geschrieben. Dieser mochte die Musik, die in den Radiostationen lief, nicht und war der Meinung, dass Undergroundbands mehr Chancen bekommen sollten.
Die ersten Jahre von Alternative Press waren von finanziellen Problemen geprägt, Shea borgte sich mehrmals Geld von seiner Mutter. Dennoch wurde Ende 1986 die Zeitschrift komplett eingestellt, erst im Frühling 1988 sollte erneut eine Auflage erscheinen.
Durch die zunehmende Popularität des Alternative Rock in den frühen 1990er Jahren wurde Alternative Press immer bekannter. Zudem wurden Bands wie Red Hot Chili Peppers und Soundgarden schon vor ihrem Mainstreamerfolg für das Cover der Zeitschrift ausgewählt.
Heutzutage umfasst eine Ausgabe der Alternative Press 198 bis 220 Seiten. Alternative Press ist Hauptsponsor der Warped Tour, der Taste of Chaos Tour sowie ihrer eigenen The AP Tour. Der Hauptsitz liegt immer noch in Cleveland.

## Alternative Press Music Awards
Am 21. Juli 2014 fand erstmals die Verleihung der Alternative Press Music Awards in Cleveland, Ohio statt. Die Preise wurden in insgesamt 14 Kategorien vergeben.